# 빠이

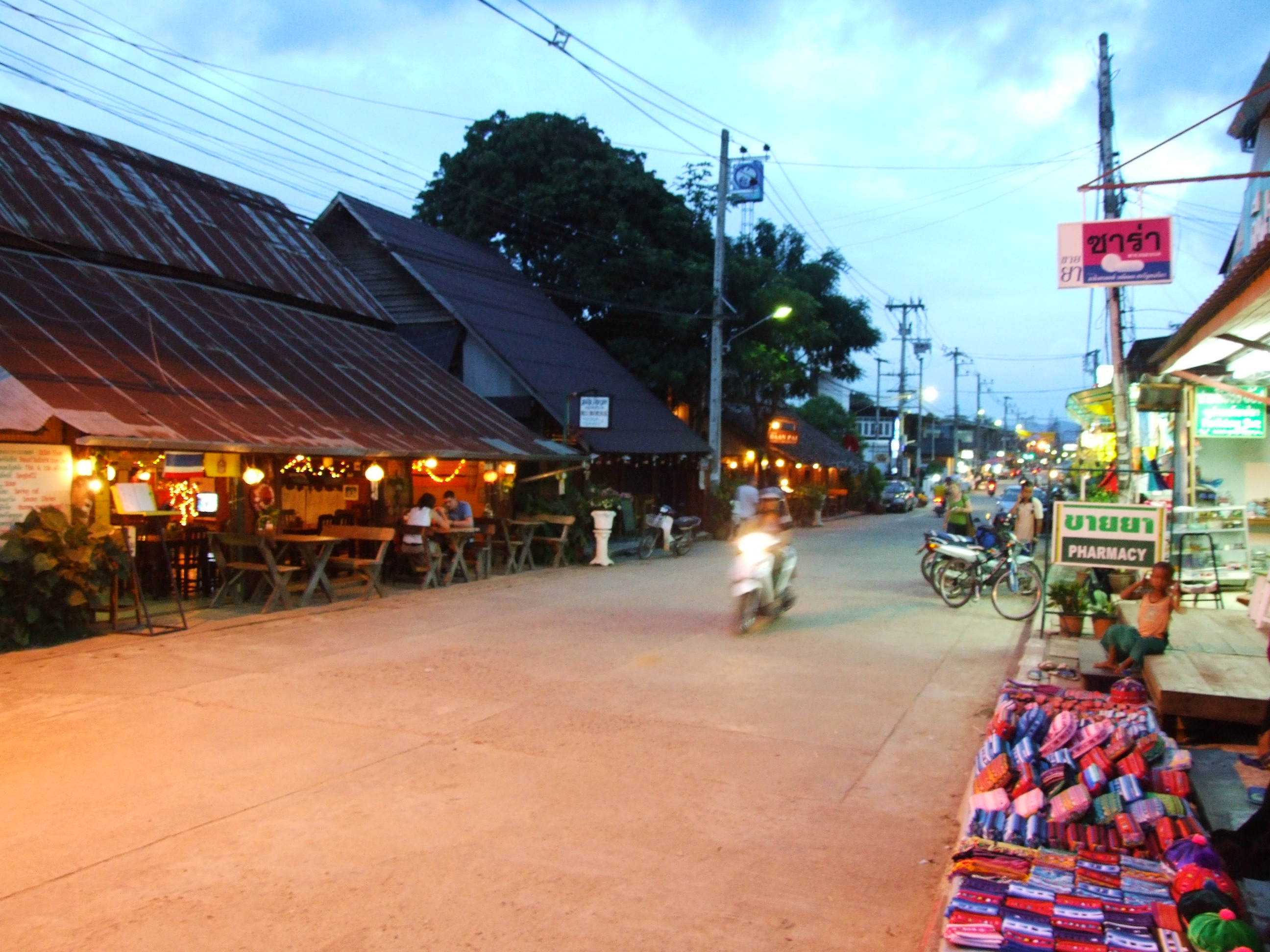
빠이의 거리

빠이(태국어: ปาย)는 태국 북부 매홍손 주의 작은 마을이다.
태국 북부 매홍손 주에 있는 작은 마을로, 미얀마 국경 근처에 있으며, 매홍손으로 가는 북쪽 경로에서 치앙마이 북서쪽으로 약 146km(91마일) 떨어져 있다. 파이강에 있다. 이 마을은 테사반 탐본 지위를 가지고 있으며 파이 지구의 탐본 위앙 타이 일부를 포함한다. 2006년 기준으로 인구는 2,284명이다.